# 3e division d'infanterie nord-africaine
La 3e division d'infanterie nord-africaine (3e DINA) est une division d'infanterie de l'armée de terre française qui a participé à la Seconde Guerre mondiale.

## Chefs de corps
- 1936 - 1939 :  général Sciard
- 1939 :  général Tarrit
- 1939 : général Chapouilly
- 1940 : général Mast

## Seconde Guerre mondiale

### Drôle de guerre
En 1939, la 3e DINA, division d'active de type nord-est, est en garnison à Poitiers.
En avril 1940, la 3e DINA remplace la 71e division d'infanterie au sein du Xe corps d'armée, dépendant de la 2e armée qui doit éviter un enveloppement de la ligne Maginot. La 3e DINA se voit confier le renforcement du 136e régiment d'infanterie de forteresse qui occupe le sous-secteur de Mouzon (secteur fortifié de Montmédy). Elle défend ainsi un front sur la Chiers qui s'étend du confluent de cette rivière avec la Meuse (avec à sa gauche la 55e division d'infanterie) jusqu'à La Ferté-sur-Chiers (ouvrage de La Ferté, où commence la zone de la 3e division d'infanterie coloniale, sous l'autorité du XVIIIe corps d'armée). Ce sous-secteur dispose d'un nombre limité de fortifications par rapport au sous-secteur voisin de Montmédy à droite.
Cette zone du front est en effet perçue comme secondaire par le commandement français, qui juge peu probable une offensive allemande d'envergure contre le sous-secteur de Mouzon car le « fond de poche » des Ardennes (à l'ouest de Montmédy) conjugué à la Meuse est considéré comme peu propice à une action d'envergure. Néanmoins le sous-secteur de Mouzon possède une certaine solidité, la Chiers constitue un bon obstacle avec sa rive sud abrupte.
La 3e DINA n'est dans son ensemble pas concernée par les plans d'intervention en Belgique et doit conserver sa position. En revanche un de ses bataillons, le I/13e régiment de zouaves, doit aller se placer sur la Semois en recueil du groupement est de la 5e division légère de cavalerie qui participe à la manœuvre retardatrice en Ardenne. Son groupe de reconnaissance de division d'infanterie, le 93e GRDI, doit également participer à la manœuvre retardatrice en renforçant la 1re brigade de cavalerie sur sa gauche, laquelle doit gagner la Vierre.

### Composition
1939
- 14e régiment de tirailleurs algériens, en garnison à Châteauroux
- 15e régiment de tirailleurs algériens, en garnison à Périgueux
- 24e régiment de tirailleurs tunisiens, en garnison à La Roche-sur-Yon
- 501e régiment de chars de combat, en garnison à Tours
- 20e régiment d'artillerie, en garnison à Poitiers

10 mai 1940 :

Cavalerie
- 93e groupe de reconnaissance de division d'infanterie

Infanterie
- 14e régiment de tirailleurs algériens
- 15e régiment de tirailleurs algériens
- 12e régiment de zouaves

Artillerie
- 20e régiment d'artillerie nord-africaine
- 220e régiment d'artillerie lourde nord-africaine
- 10e batterie divisionnaire antichar du 20e RANA
- 93e parc d'artillerie divisionnaire
- 93e compagnie d’ouvriers d'artillerie
- 93e section de munitions hippomobile
- 293e section de munitions automobile

Génie
- compagnie de sapeurs-mineurs 93/1
- compagnie de sapeurs-mineurs 93/2

Transmissions
- compagnie télégraphique 93/81
- compagnie radio 93/82

Train
- compagnie hippomobile 93/9
- compagnie automobile 193/9

Intendance
- groupe d’exploitation divisionnaire 93/9

Santé
- 93e groupe sanitaire divisionnaire